# San Sebastián de Garabandal
Pour les articles homonymes, voir San Sebastián.

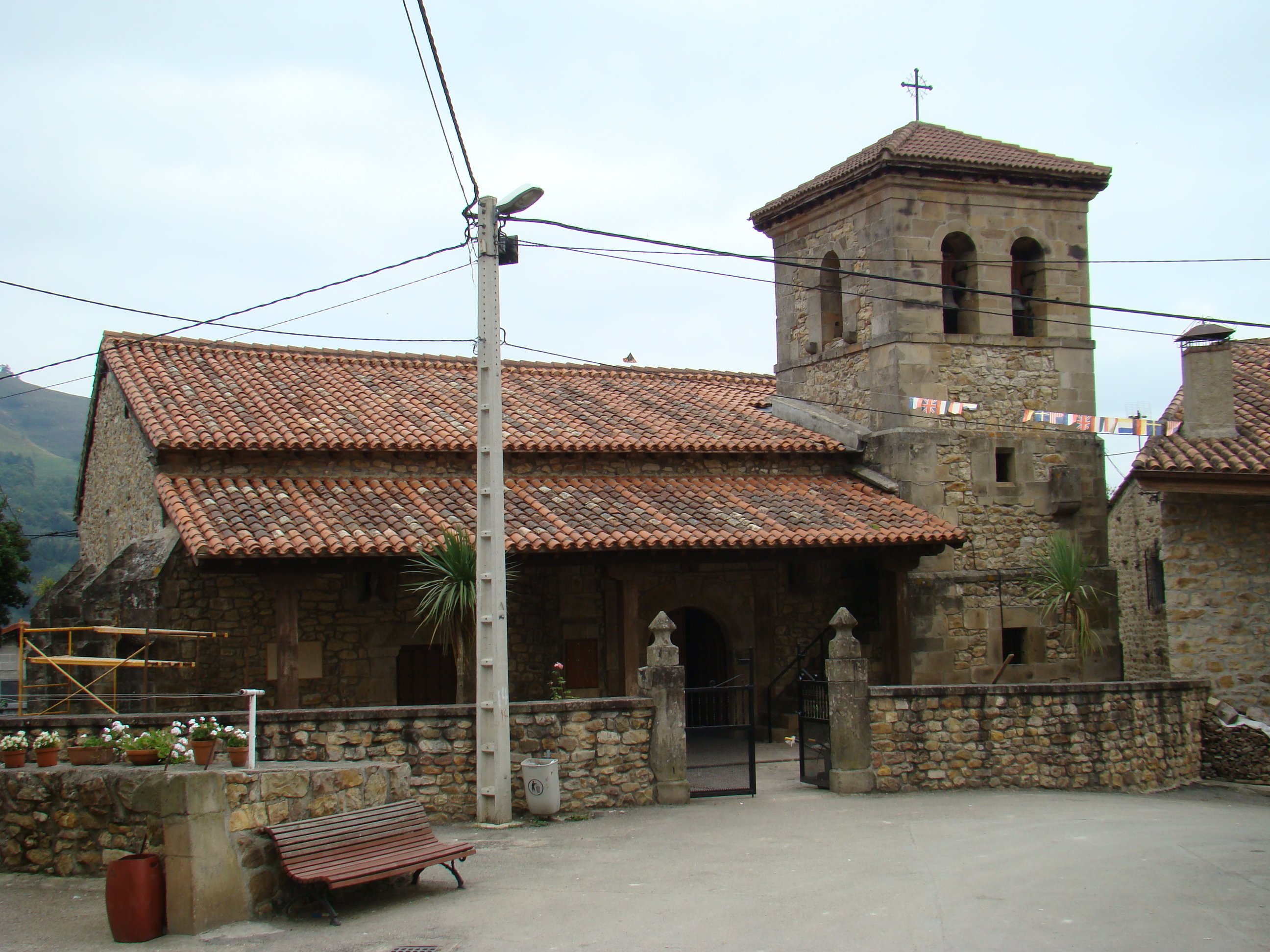
Église paroissiale de Garabandal.

San Sebastián de Garabandal ou Garabandal est un village rural et montagneux  situé sur la commune de Rionansa dans la région autonome de Cantabrie, en Espagne. Le village fut un lieu de supposées apparitions mariales de 1961 à 1965 qui attirèrent d'importantes foules ainsi qu'une médiatisation soutenue et il bénéficie depuis d'un important tourisme religieux. Ces apparitions ont été très vite dénoncées par l'Église catholique et l'une des « voyantes », s'est rétractée, revenant sur ses déclarations initiales. Après une nouvelle enquête ouverte en 1988, l’Église catholique a conclu à un « non-constat de supernaturalitate », ne reconnaissant pas les apparitions, mais laissant la question non tranchée définitivement.

## Urbanisme

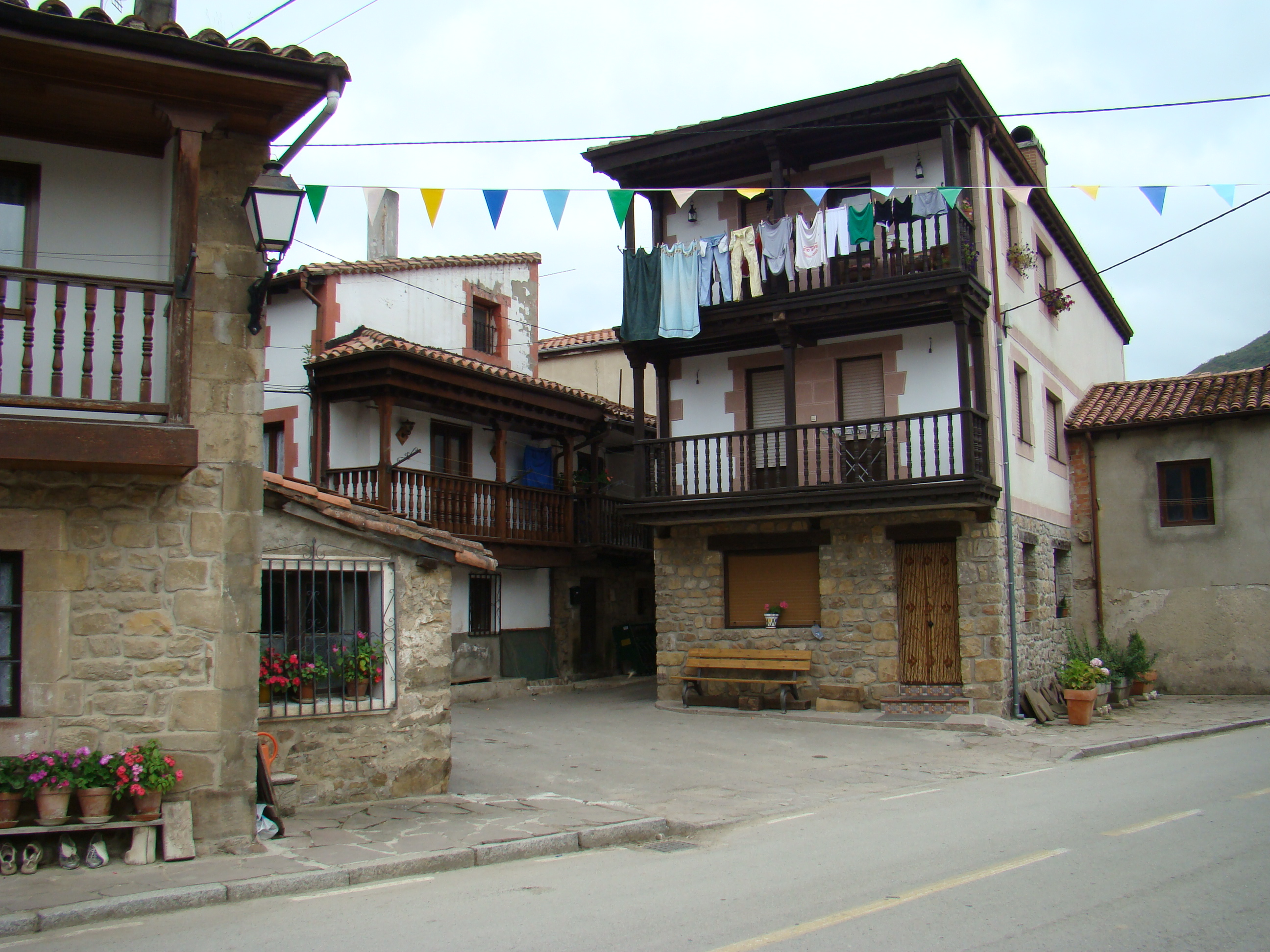
Aspect du village de Garabandal.

En raison d'une accessibilité réduite, le village a su garder l'aspect qu'il avait durant les années 1960 (et même bien avant) sans que le tourisme de masse ne modifie l'aspect du lieu, contrairement à la ville de Lourdes par exemple.

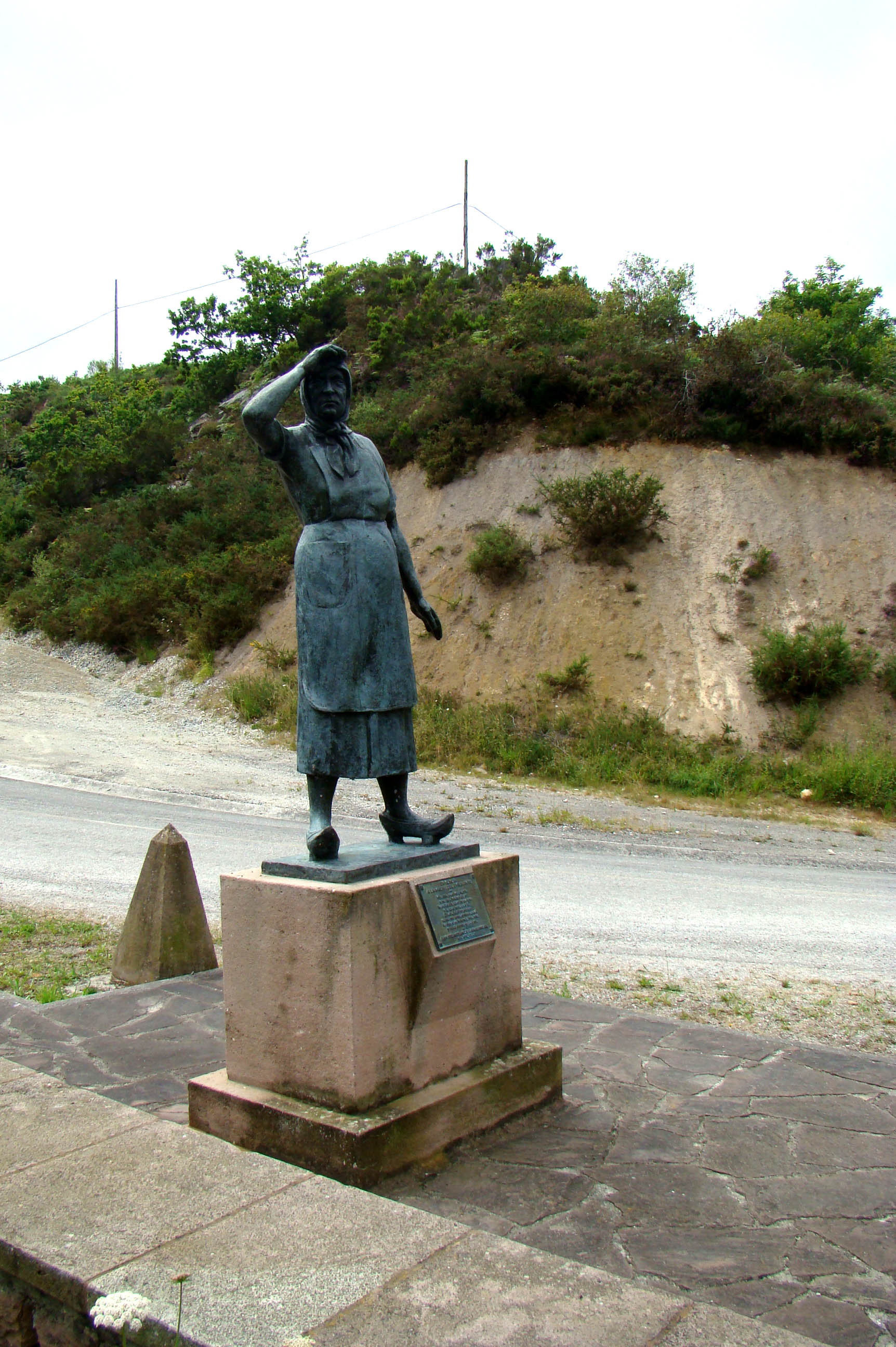
Monument dédié "à la mère de l'émigrant", sur la route conduisant au village.
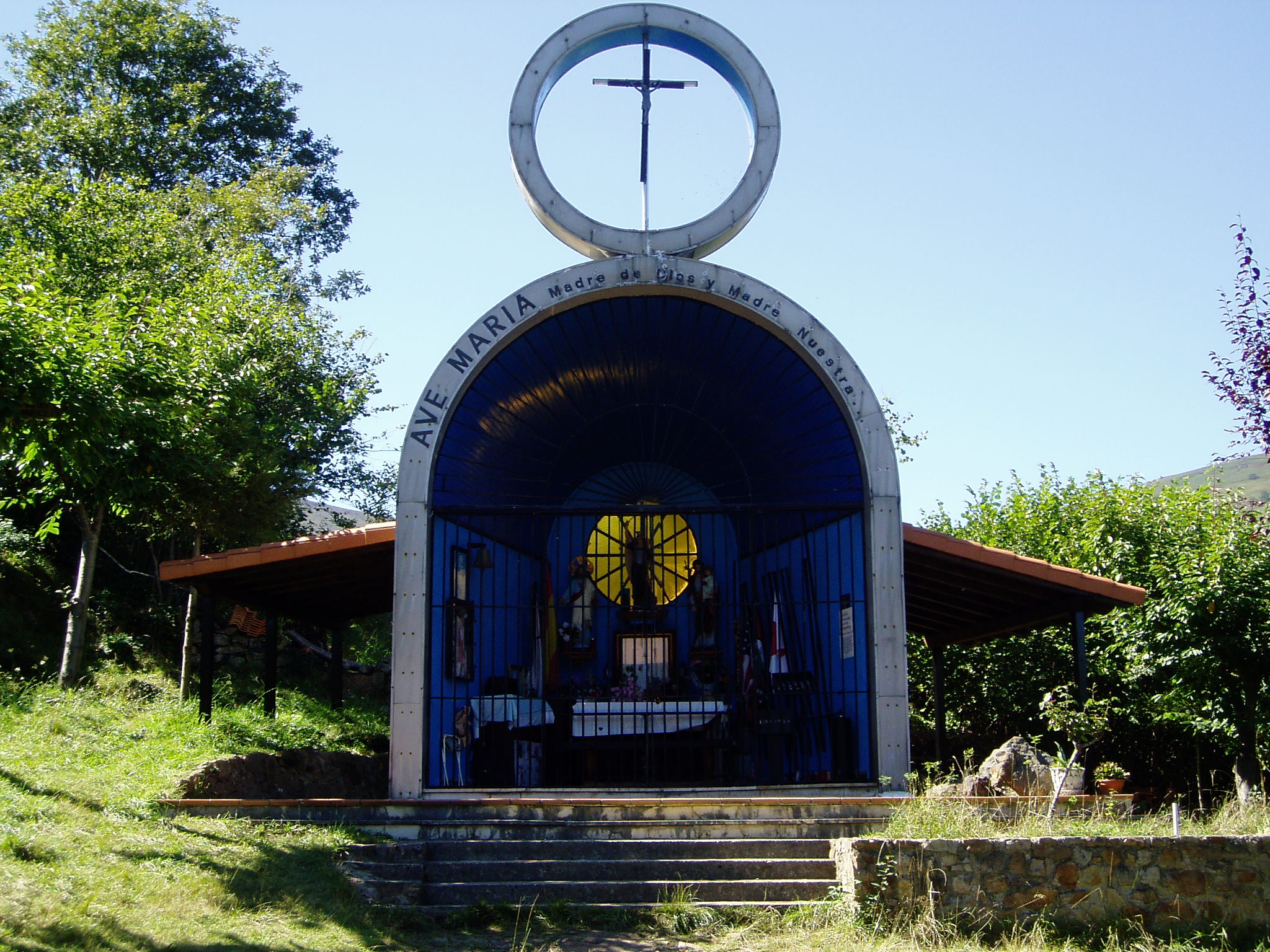
Chapelle St Michel.
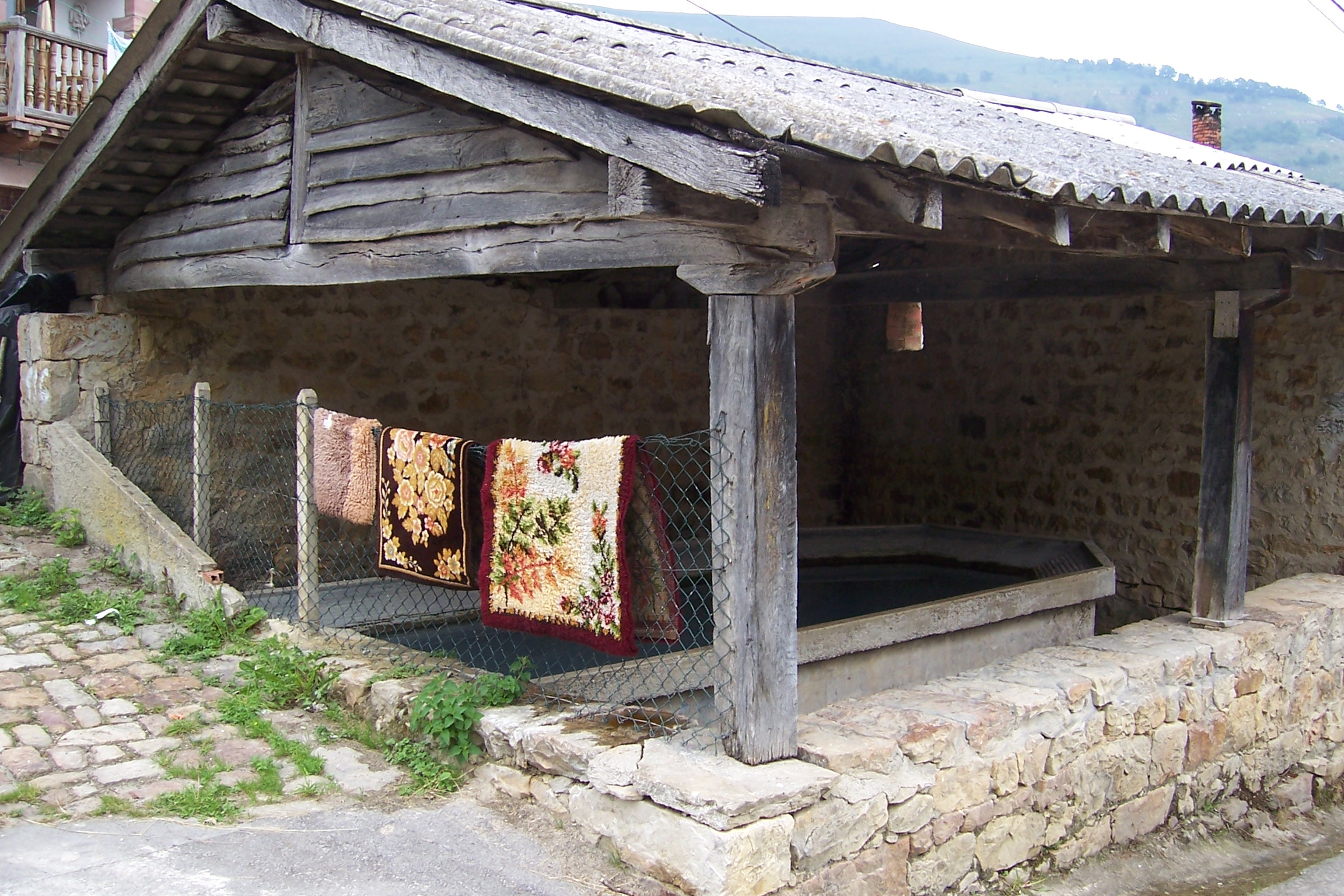
Le lavoir du village.

## Apparitions mariales
Quatre préadolescentes disent avoir été témoins des apparitions de la Vierge Marie du 18 juin 1961 au 13 novembre 1965,. Les extases des quatre filles furent vues, photographiées et filmées par de nombreux témoins.
Après avoir effectué plusieurs enquêtes, l'évêque de Santander, Mgr Doroteo Fernandez, puis ses successeurs, conclurent que « le caractère surnaturel n'apparaît pas dans les phénomènes qui ont été attentivement examinés »,,.
« En 1988, l'évêque de Santander, fait de nouveau étudier les faits par une commission interdisciplinaire qui, reprenant l'expression le caractère surnaturel desdites apparitions n'appert point, nuance le jugement de ses prédécesseurs. [..] la Sacré-Congrégation pour la Doctrine de la Foi laisse la question ouverte », reconnaissant l'état de non constat de supernaturalitate établi par l'évêque du lieu à la suite de cette dernière enquête,. En 1992 le Cardinal Ratzinger, alors préfet de la Congrégation pour la Doctrine de la foi, suggère à l’évêque de Santander (de l’époque), de laisser le cas ouvert en tant que Non constat,, comme cela avait été établi dans les conclusions de l'enquête (de Mgr Vilaplana Blasco) clôturée en 1991,. À ce jour, le caractère surnaturel des faits n’a pas été établi par l’Église, mais il n’est pas exclu qu’il le soit à l’avenir si une nouvelle étude des phénomènes est réalisée ou si des faits nouveaux interviennent,.